# داستان باغ‌وحش

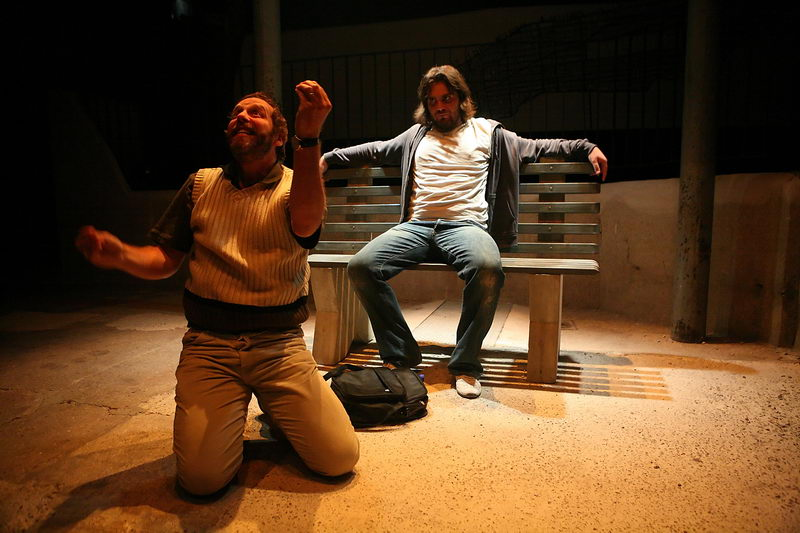
نگاره ای از داستان باغ وحش اثر ادوارد آلبی، محصول لوکزامبورگ، توسط مارک باوم، بازیگران پل کریستوف و پیت سایمون، عکس‌برداری شده توسط چارلز بتز، ۱۳ ژوئن ۲۰۰۷

داستان باغ وحش (انگلیسی: The Zoo Story) با نام اصلی پیتر و جری نام یک نمایش‌نامه تک‌پرده‌ای اثر ادوارد آلبی نمایش‌نامه‌نویس آمریکایی است. این اولین نمایش‌نامه آلبی به‌شمار می‌رود که نوشتن آن در سال ۱۹۵۸ به مدت ۳ هفته به طول انجامید.